# Connarus beyrichii
Connarus beyrichii é uma espécie de planta com flor pertencente à família Connaraceae.
A espécie foi descrita por Jules Émile Planchon, tendo sido publicada em Linnaea 23: 430. 1850.
O seu nome comum é café-grande-do-mato.

## Brasil
Esta espécie  é nativa e endémica do Brasil, podendo ser encontrada na Região Sudeste. Em termos fitogeográficos pode ser encontrada no domínio da Mata Atlântica.